# Moustique (chanteur)
Pour les articles homonymes, voir Moustique (homonymie) et Grégoire.
Moustique, de son vrai nom Michel Grégoire, est un chanteur de rock français, né le 16 août 1944 à Paris.

## Carrière
Apparu dans les années 1960, il prend Little Richard et Gene Vincent pour modèles. Il enregistre plusieurs 45 tours qui mettent en valeur sa voix puissante.
Moustique mène parallèlement une intéressante carrière sur scène, se produisant notamment à Paris, au Golf-Drouot, à l'Olympia et au Palais des sports. Il assure la première partie de Little Richard, des Beatles, de Jerry Lee Lewis et de Gene Vincent[réf. nécessaire]. Il participe également à des festivals comme La Route du rock, à Saint-Malo.
Après avoir tenu le restaurant Le Chaudron des sorcières dans le 11e arrondissement de Paris, il a exercé la profession d'antiquaire, tout en continuant de se produire sur scène.

## Discographie
Super 45 tours
- Je suis comme ça / Stagger Lee / Anna / Good golly Miss Molly (Golf-Drouot, 1963), accompagné par The Dowbeat
- Joy Joy Joy / Ne me fais plus souffrir / Baby Jean / Donna (Golf-Drouot, 1964)

CD
- Twistin' the Rock : Je suis comme ça / Stagger Lee / Anna / Good Golly Miss Molly / Joy Joy Joy / Ne me fais plus souffrir / Baby Jean / Donna (Moustique)  / Ya ya Twist / De t'aimer, de t'aimer / J'ai le cœur qui chavire / Ciel bleu / Multiplication / Le « Fly » / Rien ne va plus / Si le cœur t'en dit (Gary l'ange noir) (Barclay, 2002)